# بال‌کوتاه‌ها
بال‌کوتاه‌ها (نام علمی: Brachypteryx) نام یک سرده از تیره توکایان است.